# ステファン・ラヘリハリマナナ
ジャン＝ステファン・ラヘリハリマナナ (Jean-Stephan Raheriharimanana、1993年8月16日-)は、マダガスカル・トゥアマシナ出身のプロサッカー選手。レッドスターFC93所属。マダガスカル代表。ポジションはミッドフィールダー。

## 経歴
2013年7月、OGCニースに加入した。
2016年7月、レッドスターFCに移籍した。